# RB Leipzig (vrouwenvoetbal)
RB Leipzig is een Duitse vrouwenvoetbalclub uit Leipzig. Het is de vrouwenafdeling van de Duitse club RB Leipzig en komt uit in de Bundesliga.

## Historie
RB Leipzig begon met een vrouwenvoetbalafdeling in 2016. Oorspronkelijk zou het hierbij samenwerken met Leipziger FC 07.  Dit partnerschap zou voor één seizoen gelden. Een paar weken na de lancering van het vrouwenteam van RB Leipzig werd echter van dit idee afgezien en ging RB Leipzig zelfstandig verder.
De eerste selectie van RB Leipzig bestond uit 17 speelsters die waren overgekomen van FVV Leipzig, vijf talenten uit de jeugdacademie van RB Leipzig en één speelster uit het reserveteam van FF USV Jena. Sebastian Popp werd de trainer van RB Leipzig. De club begon in de Landesliga Saksen. De SFV verwachtte dat RB Leipzig binnen drie tot vijf jaar van deze competitie naar de Bundesliga zou promoveren.
RB Leipzig speelde haar eerste wedstrijd op 7 augustus 2016 in de eerste ronde van de Saksenbeker tegen SV Johannstadt 90. RB Leizpig won de wedstrijd met 7-0 en ging door naar de volgende bekerronde.
Door in te stromen in de Landesliga Saksen in het seizoen 2016/17 sloeg RB Leipzig het vijfde niveau over, wat tot veel kritiek leidde door andere Duitse clubs. De SFV en andere clubs gingen met elkaar om tafel en gaven gehoor aan de gegeven kritiek. RB Leipzig boot nog aan om elke wedstrijd met zeven jeugdspeelsters te beginnen, maar de SFV besloot om de eerste drie speelrondes opnieuw te laten spelen en RB Leipzig werd uit de Saksenbeker gezet. Desondanks was RB Leipzig vier speelrondes voor het einde van de competitie al kampioen.
In de eerste twee seizoenen eindigde RB Leipzig op de 4de en 3de plek in de Regionalliga Nordost. Vervolgens stond RB Leipig bovenaan in de Regionalliga Nordost totdat het seizoen werd gestaakt door de uitbraak van de coronapandemie in Duitsland, waardoor het promotie naar de 2. Frauen Bundesliga wist af te dwingen.
In het seizoen 2022/23 wist RB Leipzig met nog zes wedstrijden te gaan promotie naar de Bundesliga veilig te stellen. Later werd RB Leipzig ook kampioen door Eintracht Frankfurt II met 6-0 te verslaan. Sinds het seizoen 2023/24 komt de club uit op het hoogste niveau in Duitsland.

## Selectie
Bijgewerkt tot 14 april 2024
| Nr.           | Nat.                  | Naam                | Vorige club            |
| ------------- | --------------------- | ------------------- | ---------------------- |
| Keepers       |                       |                     |                        |
| 1             | Vlag van Duitsland    | Gina Schüller       | Jeugd                  |
| 12            | Vlag van Zwitserland  | Elvira Herzog       | 1. FC Köln             |
| 25            | Vlag van Duitsland    | Eva Boettcher       | Jeugd                  |
| Verdedigers   |                       |                     |                        |
| 2             | Vlag van Duitsland    | Frederike Kempe     | Bayer 04 Leverkusen    |
| 3             | Vlag van Duitsland    | Josefine Schaller   | Jeugd                  |
| 4             | Vlag van Duitsland    | Nina Räcke          | SG Essen-Schönebeck    |
| 15            | Vlag van Oostenrijk   | Julia Magerl        | SK Sturm Graz          |
| 16            | Vlag van Oostenrijk   | Michela Cratto      | SK Sturm Graz          |
| 20            | Vlag van Duitsland    | Victoria Krug       | SV Meppen              |
| 21            | Vlag van Duitsland    | Julia Landenberger  | FC Bayern München      |
| 24            | Vlag van Duitsland    | Fatma Sakar         | SV Sand                |
| 29            | Vlag van Duitsland    | Julia Pollak        | Bayer 04 Leverkusen    |
| 30            | Vlag van Zwitserland  | Lara Marti          | Bayer 04 Leverkusen    |
| Middenvelders |                       |                     |                        |
| 7             | Vlag van Sierra Leone | Korina Janež        | Jeugd                  |
| 8             | Vlag van Duitsland    | Gianna Rackow       | Bayer 04 Leverkusen    |
| 11            | Vlag van Duitsland    | Barbara Brecht      | SG Essen-Schönebeck    |
| 19            | Vlag van Duitsland    | Jenny Hipp          | USV Jena               |
| 26            | Vlag van Duitsland    | Luca Maria Graf     | 1. FFC Turbine Potsdam |
| 33            | Vlag van Duitsland    | Zoë Werner          | Jeugd                  |
| 34            | Vlag van Duitsland    | Rucy Grunenberg     | Jeugd                  |
| Aanvallers    |                       |                     |                        |
| 9             | Vlag van Duitsland    | Katja Wienerroither | Grashopper Club Zürich |
| 10            | Vlag van Duitsland    | Vanessa Fudalla     | USV Jena               |
| 13            | Vlag van Duitsland    | Sandra Starke       | Vfl Wolfsburg          |
| 14            | Vlag van Zweden       | Mimmi Larsson       | Kansas City Current    |
| 17            | Vlag van Zwitserland  | Lydia Andrade       | SV Meppen              |
| 23            | Vlag van Duitsland    | Kyra Spitzner       | Jeugd                  |
| 27            | Vlag van Duitsland    | Marlene Müller      | Jeugd                  |
| 32            | Vlag van Duitsland    | Mia Werner          | Jeugd                  |

SV Werder Bremen · 
MSV Duisburg · 
SG Essen-Schönebeck · 
Eintracht Frankfurt ·
SC Freiburg · 
TSG 1899 Hoffenheim · 
1. FC Köln · 
RB Leipzig ·
Bayer 04 Leverkusen · 
FC Bayern München · 
1. FC Nürnberg · 
VfL Wolfsburg